# Нойбранденбург
Нойбранденбург (н.-луж.Nowy Braniboŕ, полабськ. Branibor Nowy; нім. Neubrandenburg) — місто в Німеччині, адміністративний центр району Мекленбургіше-Зенплатте федеральної землі Мекленбург-Передня Померанія.
У період НДР було центом Нойбранденбурзького округу.
Населення становить 63 372 ос. (станом на 31 грудня 2020). Займає площу 85,65 км ². Офіційний код — 13 0 71 107.
Місто поділяється на 10 міських районів.

## Персоналії
- Отто-Ернст Ремер (1912—1997) — один з наймолодших генералів вермахту.